# 稲垣つる女
稲垣 つる女（いながき つるじょ、生没年不詳）は、江戸時代の浮世絵師。18世紀にかけて活躍したとみられる。

## 来歴
師系・経歴不明。作品にある落款と印章から、その名と字が「千齢」であることが知られる。画風に月岡雪鼎の影響が強く認められ、雪鼎の門人といわれるが明らかではなく、また大坂生れともいわれているが、それも何らかの根拠があってのことではない。ただし雪鼎の画風であることから、つる女も大坂で活動していた人物だったと見られる。作は肉筆画が知られており、人形を遣う美人を描いたものが複数ある。

## 作品
- 「人形遣図」　絹本着色　東京国立博物館所蔵　※「稲垣氏つる女筆」の落款あり。若い女が虚無僧の人形を遣う姿を描く。
- 「人形遣い図」　絹本着色　出光美術館所蔵　※「稲垣氏つる女筆」の落款、「字曰千齢」の朱文方印あり
- 「人形遣い美人図」　絹本着色　個人所蔵　※「稲垣氏つる女筆」の落款、「字曰千齢」の朱文方印あり。『肉筆浮世絵』第九巻所載
- 「立美人図」　絹本着色　ボストン美術館所蔵　※「稲垣氏つる女筆」の落款、「垣氏之女」の白文方印と「字曰千齢」の朱文方印あり